# Pays-Bas au Concours Eurovision de la chanson 2013
 (juillet 2023).
Si vous disposez d'ouvrages ou d'articles de référence ou si vous connaissez des sites web de qualité traitant du thème abordé ici, merci de compléter l'article en donnant les références utiles à sa vérifiabilité et en les liant à la section « Notes et références ».
Les Pays-Bas ont participé au Concours Eurovision de la chanson 2013 à Malmö en Suède. Son représentant a été elu via une sélection interne par le diffuseur Néerlandais TROS. Anouk représente les Pays-Bas avec sa chanson Birds, qui se qualifie dès la première demi-finale du concours et termine 9e lors de la finale avec 114 points.

## Sélection
Début septembre 2012, le journal néerlandais De Telegraaf publie des rumeurs selon lesquelles TROS désire sélectionner en interne Anouk pour le Concours Eurovision de la chanson de 2013. Au cours des années précédentes, Anouk avait souvent été suggérée comme représentante des Pays-Bas dans les médias. Cependant, la chanteuse a indiqué qu'elle ne serait intéressée que si elle était sélectionnée en interne.
Le 17 octobre 2012, Anouk annonc sa sélection interne pour représenter les Pays-Bas par le biais d'un message vidéo sur son compte Facebook. Le 22 février 2013, TROS annonce qu'Anouk va interpréter la chanson Birds à Malmö. La chanson est présentée lors d'une conférence de presse à Hilversum le 11 mars 2013.

## À l'Eurovision
Lors de la répartition des demi-finales, les Pays-Bas sont désignés pour participer à la première demi-finale le 14 mai, pour une place en finale le 18 mai. Ils passent en huitième position précédé par le Monténegro et suivi par l'Ukraine. Anouk est accompagnée des choristes Shirma Rouse, Ricardo Burgrust et Yerry Rellum.
Le pays se qualifie lors la première demi-finale en se plaçant 6e avec 75 points, soit 8 ans après leur dernière qualification en 2004. À la suite d'une conférence de presse avec les pays finalistes, les producteurs de l'émission décident que les Pays-Bas se produiraient en 13e position, après l'Arménie et avant la Roumanie. Les Pays-Bas se sont classés 9e en finale, avec 114 points.

### Points attribués aux Pays-Bas
| 12 points  | 10 points  | 8 points                         | 7 points             | 6 points          |
| ---------- | ---------- | -------------------------------- | -------------------- | ----------------- |
| - Belgique | - Danemark | - Autriche - Suède - Royaume-Uni | - Estonie - Lituanie |                   |
| 5 points   | 4 points   | 3 points                         | 2 points             | 1 point           |
| - Irlande  |            | - Russie - Slovénie              | - Monténégro         | - Italie - Serbie |

| 12 points  | 10 points                     | 8 points                                          | 7 points                         | 6 points                |
| ---------- | ----------------------------- | ------------------------------------------------- | -------------------------------- | ----------------------- |
| - Belgique | - Danemark                    | - Autriche - Finlande - Islande - Norvège - Suède | - Estonie - Slovénie             | - Irlande - Royaume-Uni |
| 5 points   | 4 points                      | 3 points                                          | 2 points                         | 1 point                 |
| - Hongrie  | - Albanie - Lituanie - Suisse | - Russie                                          | - Croatie - Macédoine - Roumanie |                         |